# Villa Medicea di Stabbia

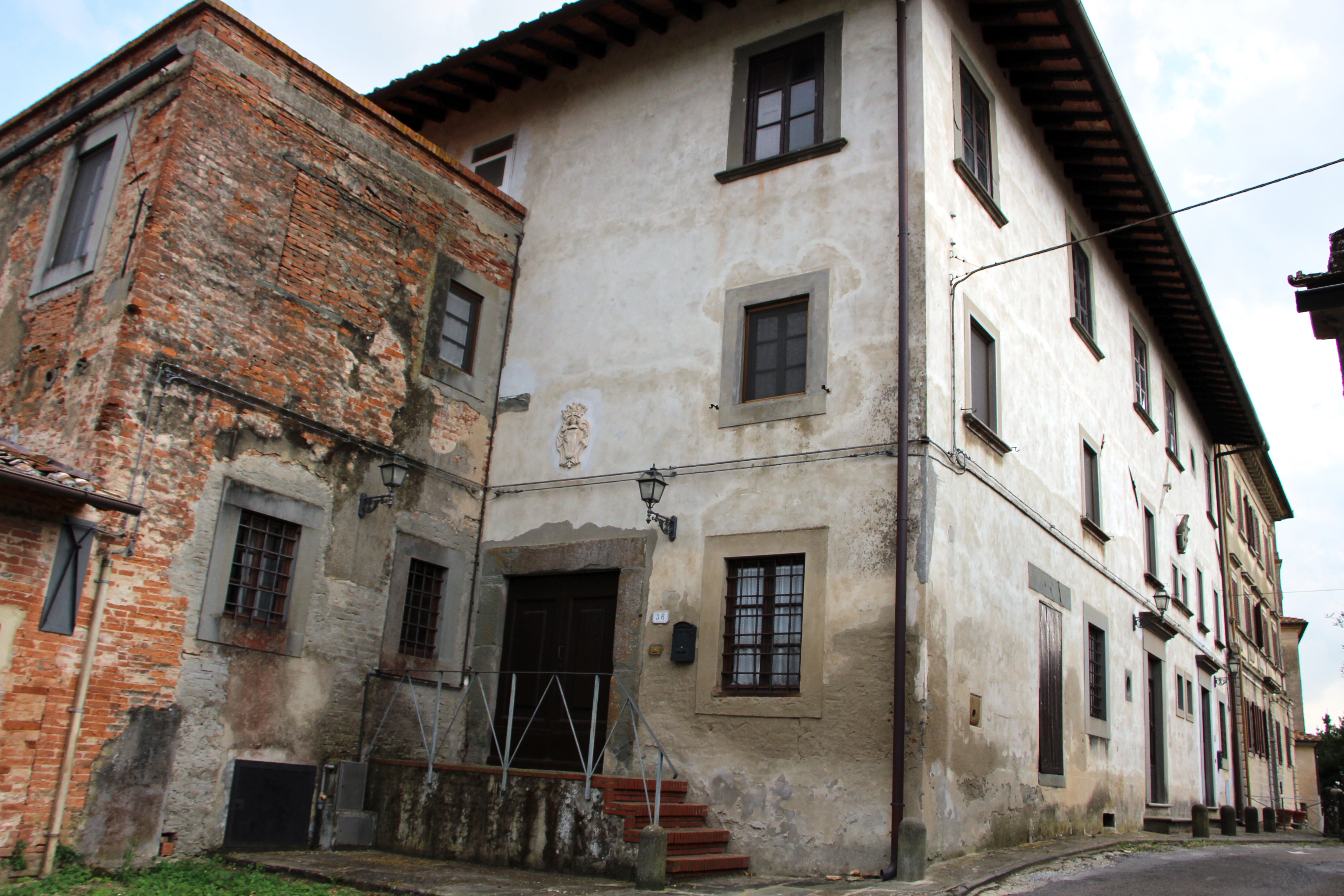
Villa Medicea di Stabbia

a Villa Medicea di Stabbia é um palácio italiano que se encontra no centro de Stabbia, uma fracção de Cerreto Guidi, na Província de Florença. Faz parte dum nutrido grupo de villa menores e villas-fazenda que os Médici mandaram erguer nos territórios por si controlados, com maior frequência na segunda metade do século XVI.
A villa toma o nome da colian homónima, numa posição panorâmica nos arredores da Villa Medicea di Cerreto Guidi, assim como da zona pantanosa do Padule di Fucecchio. Este lugar era desfrutado pela República de Florença, desde o início do século XV, pelos recursos faunísticos e piscícolas da zona do paúl, mas foi Cosme I quem mandou construir aqui uma residência entre 1548 e 1568, reedificando uma fortificação precedente que pertencia à família Soderini e comprada pelos Médici já na época do Duque Alexandre (1510-1537).
O projecto é atribuído a Niccolò Tribolo, coadjuvado por Davide Fortini, que em 1550, antes da sua morte prematura, também estava a trabalhar na construção da represa no vizinho lago de Fucecchio.
A villa era digna de figurar entre as prestigiosas propriedades da Casa Médici, possuindo um amplo salão central, portais em "pietra serena" e um mezzanino para a criadagem. Em 1568, um inventário dos bens de Cosme I descrevia-a como "um palácio para senhores com uma praça antes do lago, com um pouco de horta atrás e um estábulo na praça". Também faziam parte da herdade os fornos, as casas para os camponeses e treze domínios, geridos por dois feitores.
A villa, centro administrativo das propriedades dos Médici no paúl, foi doada por Cosme I aos seus filhos, Dom Pietro e o Cardeal Fernando, mas perdeu gradualmente importância à medida que novas fazendas foram sendo construídas em Valdinievole (Ponte a Cappiano, Villa Medicea di Montevettolini, Villa Bellavista e Castelmartini) ao mesmo tempo que prosseguiam os trabalhos de beneficiação do lago.
Passada ao filho de Ferdando, Dom Lourenço de Médici, que se distinguiu pela boa administração, confluiu para os domínios dos Lorena com o desaparecimento da casa medicea. Os novos grão-duques tinham uma visão completamente diferente das villas, mais utalitarista e ligada a um conceito de rendimento imediato, pelo que decidiram alienar grande parte do património fundiário mediceo depois de 1777. Desde então, manteve-se em mãos privadas, não se encontrando, por isso, aberta ao público.